# Coppa America di pallavolo 1998
La I Coppa America di pallavolo si svolse a San Fernando del Valle de Catamarca, San Miguel de Tucumán, Salta e Mar del Plata, in Argentina, dal 1º all'11 ottobre 1998. Al torneo parteciparono 6 squadre nazionali nordamericane e sudamericane e la vittoria finale andò per la prima volta al Brasile.

## Squadre partecipanti
- Argentina
- Brasile
- Canada
- Cuba
- Stati Uniti
- Venezuela

## Fase finale

### Finali 1º e 3º posto - Mar del Plata
|  | Semifinali  | Semifinali  | Semifinali |         |           | Finale          | Finale          | Finale          |  |
|  |             |             |            |         |           |                 |                 |                 |  |
|  | Argentina   | Argentina   | 3          |         |           |                 |                 |                 |  |
|  | Argentina   | Argentina   | 3          |         |           |                 |                 |                 |  |
|  | Cuba        | Cuba        | 2          |         |           |                 |                 |                 |  |
|  | Cuba        | Cuba        | 2          |         | Argentina | Argentina       | 2               |                 |  |
|  |             |             |            |         | Argentina | Argentina       | 2               |                 |  |
|  |             |             | Brasile    | Brasile | 3         |                 |                 |                 |  |
|  | Brasile     | Brasile     | Brasile    | Brasile | 3         | 3               |                 |                 |  |
|  | Brasile     | Brasile     |            |         |           | 3               |                 |                 |  |
|  | Stati Uniti | Stati Uniti | 2          |         |           | Finale 3º posto | Finale 3º posto | Finale 3º posto |  |
|  | Stati Uniti | Stati Uniti | 2          |         |           |                 |                 |                 |  |
|  |             |             |            |         |           |                 |                 |                 |  |
|  |             |             |            |         |           | Cuba            | Cuba            | 3               |  |
|  |             |             |            |         |           | Cuba            | Cuba            | 3               |  |
|  |             |             |            |         |           | Stati Uniti     | Stati Uniti     | 2               |  |

## Classifica finale
| Classifica | Squadre     |
| ---------- | ----------- |
|            | Brasile     |
|            | Argentina   |
|            | Cuba        |
| 4          | Stati Uniti |
| 5          | Venezuela   |
| 6          | Canada      |